# Liste der Lieder von LaFee
Dies ist die Liste der Lieder der deutschen Sängerin LaFee. Aufgelistet sind alle Titel der Alben LaFee (2006), Jetzt erst recht (2007), Shut Up (2008), Ring frei (2009), Best Of (2009), Frei (2011) und Zurück in die Zukunft (2021) sowie sämtliche Lieder, die nicht auf diesen Alben zu finden sind (z. B. B-Seiten von Singles, digitale Download-Singles oder Soundtracks).
Die Reihenfolge der Titel ist alphabetisch sortiert. Sie gibt zudem Auskunft über die Urheber.

## #
| # | Titel                                                                      | Autoren                                                                         | Album                 | Jahr |
| - | -------------------------------------------------------------------------- | ------------------------------------------------------------------------------- | --------------------- | ---- |
| 1 | 1985                                                                       | Christian Geller                                                                | Zurück in die Zukunft | 2021 |
| 2 | 7 Sünden                                                                   | Peter Hoffmann, David Bonk, Timo Sonnenschein, Jennifer Kästel, Christina Klein | Frei                  | 2011 |
| 3 | (Ich bin ein) Material Girl erschien als Comebacksingle, Original: Madonna | Peter Brown, Robert Rans                                                        | Zurück in die Zukunft | 2021 |

## A
| # | Titel                                            | Autoren                                                                         | Album                   | Jahr |
| - | ------------------------------------------------ | ------------------------------------------------------------------------------- | ----------------------- | ---- |
| 1 | Alles Gute                                       | Peter Hoffmann, David Bonk, Timo Sonnenschein, Jennifer Kästel, Christina Klein | Frei                    | 2011 |
| 2 | Alles ist neu B-Seite auf der Single Mitternacht | Bob Arnz, Gerd Zimmermann, LaFee                                                | Best Of (Nacht-Edition) | 2009 |
| 3 | Angst                                            | Bob Arnz, Gerd Zimmermann, LaFee                                                | Ring frei               | 2009 |

## B
| # | Titel                                | Autoren                          | Album            | Jahr |
| - | ------------------------------------ | -------------------------------- | ---------------- | ---- |
| 1 | Benzin erschien als Single           |                                  | –                | 2025 |
| 2 | Beweg dein Arsch erschien als Single | Bob Arnz, Gerd Zimmermann, LaFee | Jetzt erst recht | 2007 |

## C
| # | Titel                                          | Autoren                          | Album   | Jahr |
| - | ---------------------------------------------- | -------------------------------- | ------- | ---- |
| 1 | Come On englische Version von Beweg dein Arsch | Bob Arnz, Gerd Zimmermann, LaFee | Shut Up | 2008 |

## D
| #  | Titel                                            | Autoren                                                                         | Album                 | Jahr |
| -- | ------------------------------------------------ | ------------------------------------------------------------------------------- | --------------------- | ---- |
| 1  | Danke (2009)                                     | Bob Arnz, Gerd Zimmermann, LaFee                                                | Ring frei             | 2009 |
| 2  | Danke (2011)                                     | Peter Hoffmann, David Bonk, Timo Sonnenschein, Jennifer Kästel, Christina Klein | Frei                  | 2011 |
| 3  | Das erste Mal                                    | LaFee                                                                           | LaFee                 | 2006 |
| 4  | Dein Geschenk erschien als Downloadsingle        | Mathias Ramson                                                                  | —                     | 2015 |
| 5  | Der Regen fällt erschien als Single im Jahr 2009 | Bob Arnz, Gerd Zimmermann, LaFee                                                | Jetzt erst recht      | 2007 |
| 6  | Die ganze Welt erschien als Downloadsingle       | Mathias Ramson                                                                  | —                     | 2015 |
| 7  | Drei Millionen Likes                             | Christian Geller                                                                | Zurück in die Zukunft | 2021 |
| 8  | Du allein                                        | Peter Hoffmann, David Bonk, Timo Sonnenschein, Jennifer Kästel, Christina Klein | Frei                  | 2011 |
| 9  | Du bist schön                                    | Bob Arnz, Gerd Zimmermann, LaFee                                                | Jetzt erst recht      | 2007 |
| 10 | Du lebst                                         | Bob Arnz, Gerd Zimmermann, LaFee                                                | LaFee                 | 2006 |
| 11 | Du liebst mich nicht Cover von Sabrina Setlur    | Moses Pelham, Sabrina Setlur, Martin Haas                                       | Best Of               | 2009 |

## E
| # | Titel           | Autoren                          | Album                            | Jahr |
| - | --------------- | -------------------------------- | -------------------------------- | ---- |
| 1 | Ein letztes Mal | Bob Arnz, Gerd Zimmermann, LaFee | Ring frei                        | 2009 |
| 2 | Eiskalter Engel | Bob Arnz, Gerd Zimmermann, LaFee | Ring frei                        | 2009 |
| 3 | Es tut weh      | Bob Arnz, Gerd Zimmermann        | Jetzt erst recht (Bravo-Edition) | 2007 |

## F
| # | Titel                                                                        | Autoren                                                                         | Album            | Jahr |
| - | ---------------------------------------------------------------------------- | ------------------------------------------------------------------------------- | ---------------- | ---- |
| 1 | Fliegen mit mir                                                              | Peter Hoffmann, David Bonk, Timo Sonnenschein, Jennifer Kästel, Christina Klein | Frei             | 2011 |
| 2 | Flip Flop (Can’t Help Myself) vs. Johnny Kelvin, erschien als Downloadsingle |                                                                                 | —                | 2012 |
| 3 | For Once and for All feat. Star-Camp Junior Stars                            |                                                                                 | —                | 2011 |
| 4 | Für dich                                                                     | Bob Arnz, Gerd Zimmermann, LaFee                                                | Jetzt erst recht | 2007 |

## H
| #  | Titel                                                                              | Autoren                                                                         | Album                  | Jahr |
| -- | ---------------------------------------------------------------------------------- | ------------------------------------------------------------------------------- | ---------------------- | ---- |
| 1  | Halt mich                                                                          | Bob Arnz, Gerd Zimmermann                                                       | LaFee                  | 2006 |
| 2  | Halt mich fest erschien als Single, Original: a-ha – Take On Me                    |                                                                                 | Zurück in die Zukunft  | 2021 |
| 3  | Hand in Hand                                                                       | Bob Arnz, Gerd Zimmermann, LaFee                                                | Ring frei              | 2009 |
| 4  | Hand in Hand erschien als Single, Original: BeFour, mit den Hand in Hand All Stars | Christian Geller                                                                | Goldene Weihnachtshits | 2020 |
| 5  | Handy Song aus dem Kiddy Contest                                                   | LaFee als Christina Klein                                                       | Kiddy Contest Vol. 10  | 2004 |
| 6  | Hard to Know feat. Julian aus Dein Song 2012                                       | Julian Hilgert                                                                  | Dein Song 2012         | 2012 |
| 7  | Heiss                                                                              | Bob Arnz, Gerd Zimmermann, LaFee                                                | Jetzt erst recht       | 2007 |
| 8  | Herzlich willkommen                                                                | Peter Hoffmann, David Bonk, Timo Sonnenschein, Jennifer Kästel, Christina Klein | Frei                   | 2011 |
| 9  | Heul doch erschien als Single                                                      | Bob Arnz, Gerd Zimmermann, LaFee                                                | Jetzt erst recht       | 2007 |
| 10 | Hot englische Version von Heiss                                                    | Bob Arnz, Gerd Zimmermann, LaFee                                                | Shut Up                | 2008 |
| 11 | Hysteria erschien als Downloadsingle                                               | Mathias Ramson                                                                  | —                      | 2015 |

## I
| # | Titel                                         | Autoren                                                                         | Album                 | Jahr |
| - | --------------------------------------------- | ------------------------------------------------------------------------------- | --------------------- | ---- |
| 1 | Ich bin erschien als Single                   | Timo Sonnenschein, Jennifer Kästel, David Bonk, Peter Hoffmann                  | Frei                  | 2011 |
| 2 | Ich bin ich                                   | Bob Arnz, Gerd Zimmermann, LaFee                                                | Ring frei             | 2009 |
| 3 | Ich gehör nur mir erschien als Downloadsingle | Mathias Ramson                                                                  | —                     | 2016 |
| 4 | Ich hab dich lieb                             | Peter Hoffmann, David Bonk, Timo Sonnenschein, Jennifer Kästel, Christina Klein | Frei                  | 2011 |
| 5 | Ich lösch dich aus                            | Peter Hoffmann, David Bonk, Timo Sonnenschein, Jennifer Kästel, Christina Klein | Frei (iTunes-Edition) | 2011 |
| 6 | Intro (Ring frei)                             | Bob Arnz, Gerd Zimmermann, LaFee                                                | Ring frei             | 2009 |

## J
| # | Titel            | Autoren                          | Album            | Jahr |
| - | ---------------- | -------------------------------- | ---------------- | ---- |
| 1 | Jetzt erst recht | Bob Arnz, Gerd Zimmermann, LaFee | Jetzt erst recht | 2007 |

## K
| # | Titel | Autoren                           | Album                   | Jahr |
| - | --- | --------------------------------- | ----------------------- | ---- |
| 1 | Kartenhaus erschien als Comebackssingle                                                                                     | Jewgeni Birkhoff, Michael Dorniak | —                       | 2018 |
| 2 | Kämpferherz erschien als Downloadsingle                                                                                     | Mathias Ramson                    | —                       | 2017 |
| 3 | Kinder dieser Welt (mit dem WDR Sinfonieorchester Köln; für „Malteser Hilfdienst“ und „Baum der Kinderherzen“; Charitysong) |                                   | —                       | 2014 |
| 4 | Königin der Nacht erschien als Comebacksingle                                                                               |                                   | —                       | 2024 |
| 5 | Krank B-Seite von Wer bin ich?                                                                                              | Bob Arnz, Gerd Zimmermann, LaFee  | Best Of (Nacht-Edition) | 2007 |
| 6 | Kriegerin erschien als Single                                                                                               |                                   | —                       | 2025 |
| 7 | Küss mich | Bob Arnz, Gerd Zimmermann, LaFee  | Jetzt erst recht        | 2007 |

## L
| # | Titel                                              | Autoren                                                                         | Album     | Jahr |
| - | -------------------------------------------------- | ------------------------------------------------------------------------------- | --------- | ---- |
| 1 | Lass die Puppe tanzen                              | Peter Hoffmann, David Bonk, Timo Sonnenschein, Jennifer Kästel, Christina Klein | Frei      | 2011 |
| 2 | Lass mich frei                                     | Bob Arnz, Gerd Zimmermann                                                       | LaFee     | 2006 |
| 3 | Leben wir jetzt erschien als Single                | Peter Hoffmann, David Bonk, Timo Sonnenschein, Jennifer Kästel, Christina Klein | Frei      | 2011 |
| 4 | Lieber Gott                                        | Bob Arnz, Gerd Zimmermann, LaFee                                                | Ring frei | 2009 |
| 5 | Little Princess englische Version von Prinzesschen | Bob Arnz, Gerd Zimmermann, LaFee                                                | Shut Up   | 2008 |
| 6 | Lonely Tears englische Version von Der Regen fällt | Bob Arnz, Gerd Zimmermann, LaFee                                                | Shut Up   | 2008 |

## M
|   | Titel                                              | Autoren                          | Album   | Jahr |
| - | -------------------------------------------------- | -------------------------------- | ------- | ---- |
| 1 | Midnight Strikes englische Version von Mitternacht | Bob Arnz, Gerd Zimmermann, LaFee | Shut Up | 2008 |
| 2 | Mitternacht erschien als Single                    | Bob Arnz, Gerd Zimmermann        | LaFee   | 2006 |

## N
| # | Titel                                                 | Autoren                          | Album                 | Jahr |
| - | ----------------------------------------------------- | -------------------------------- | --------------------- | ---- |
| 1 | Neonlicht                                             | Christian Geller                 | Zurück in die Zukunft | 2021 |
| 2 | Normalerweise                                         | Bob Arnz, Gerd Zimmermann, LaFee | Ring frei             | 2009 |
| 3 | Now’s the Time englische Version von Jetzt erst recht | Bob Arnz, Gerd Zimmermann, LaFee | Shut Up               | 2008 |
| 4 | Nur das Eine                                          | Bob Arnz, Gerd Zimmermann, LaFee | Ring frei             | 2009 |

## O
| # | Titel                                                  | Autoren                          | Album   | Jahr |
| - | ------------------------------------------------------ | -------------------------------- | ------- | ---- |
| 1 | On the First Night englische Version von Das erste Mal | Bob Arnz, Gerd Zimmermann, LaFee | Shut Up | 2008 |

## P
| # | Titel                            | Autoren                                                                         | Album | Jahr |
| - | -------------------------------- | ------------------------------------------------------------------------------- | ----- | ---- |
| 1 | Phönix                           | Peter Hoffmann, David Bonk, Timo Sonnenschein, Jennifer Kästel, Christina Klein | Frei  | 2011 |
| 2 | Prinzesschen erschien als Single | Bob Arnz, Gerd Zimmermann, LaFee                                                | LaFee | 2006 |

## R
| # | Titel                               | Autoren                          | Album                 | Jahr |
| - | ----------------------------------- | -------------------------------- | --------------------- | ---- |
| 1 | Ring frei erschien als Single       | Bob Arnz, Gerd Zimmermann, LaFee | Ring frei             | 2008 |
| 2 | Rock Me Amadeus erschien als Single |                                  | Zurück in die Zukunft | 2021 |

## S
| #  | Titel                                                                | Autoren                                                                         | Album            | Jahr |
| -- | -------------------------------------------------------------------- | ------------------------------------------------------------------------------- | ---------------- | ---- |
| 1  | Scabies englische Version von Virus                                  | Bob Arnz, Gerd Zimmermann, LaFee                                                | Shut Up          | 2008 |
| 2  | Scheiss Liebe erschien als Single                                    | Bob Arnz, Gerd Zimmermann, LaFee                                                | Ring frei        | 2009 |
| 3  | Schwarze Tränen erschien als Downloadsingle                          | Mathias Ramson                                                                  | —                | 2016 |
| 4  | Set Me Free englische Version von Lass mich Frei                     | Bob Arnz, Gerd Zimmermann, LaFee                                                | Shut Up          | 2008 |
| 5  | Shut Up englische Version von Heul doch, erschien als Downloadsingle | Bob Arnz, Gerd Zimmermann, LaFee                                                | Shut Up          | 2008 |
| 6  | Sieh mich an                                                         | Peter Hoffmann, David Bonk, Timo Sonnenschein, Jennifer Kästel, Christina Klein | Frei             | 2011 |
| 7  | So gut! erschien als Downloadsingle                                  | Mathias Ramson                                                                  | —                | 2015 |
| 8  | Sonnensystem                                                         | Peter Hoffmann, David Bonk, Timo Sonnenschein, Jennifer Kästel, Christina Klein | Frei             | 2011 |
| 9  | Sterben für dich                                                     | Bob Arnz, Gerd Zimmermann                                                       | LaFee            | 2006 |
| 10 | Stör ich                                                             | Bob Arnz, Gerd Zimmermann, LaFee                                                | Jetzt erst recht | 2007 |

## T
| # | Titel                                           | Autoren                          | Album   | Jahr |
| - | ----------------------------------------------- | -------------------------------- | ------- | ---- |
| 1 | Tell Me Why? englische Version von Wer bin ich? | Bob Arnz, Gerd Zimmermann, LaFee | Shut Up | 2008 |

## U
| # | Titel                                     | Autoren                                                               | Album | Jahr |
| - | ----------------------------------------- | --------------------------------------------------------------------- | ----- | ---- |
| 1 | Unschuldig B-Seite auf der Single Ich bin | Peter Hoffmann, David Bonk, Timo Sonnenschein, Jennifer Kästel, LaFee | —     | 2011 |

## V
| # | Titel                     | Autoren                          | Album | Jahr |
| - | ------------------------- | -------------------------------- | ----- | ---- |
| 1 | Verboten                  | Bob Arnz, Gerd Zimmermann, LaFee | LaFee | 2006 |
| 2 | Virus erschien als Single | Bob Arnz, Gerd Zimmermann, LaFee | LaFee | 2006 |

## W
| # | Titel                                                    | Autoren                                    | Album                 | Jahr |
| - | -------------------------------------------------------- | ------------------------------------------ | --------------------- | ---- |
| 1 | Warum?                                                   | Bob Arnz, Gerd Zimmermann                  | LaFee (Bravo-Edition) | 2006 |
| 2 | Was bleibt erschien als Downloadsingle                   | Andre Brix Buchmann, Mathias Ramson        | —                     | 2015 |
| 3 | Was hat sie?                                             | Bob Arnz, Gerd Zimmermann, LaFee           | Ring frei             | 2009 |
| 4 | Was ist das? erschien als Single                         | Bob Arnz, Gerd Zimmermann, LaFee           | LaFee                 | 2006 |
| 5 | Weg von dir                                              | Bob Arnz, Gerd Zimmermann, LaFee           | Jetzt erst recht      | 2007 |
| 6 | Wer bin ich? erschien als Single                         | Bob Arnz, Gerd Zimmermann, LaFee           | Jetzt erst recht      | 2007 |
| 7 | What’s Wrong with Me? englische Version von Was ist das? | Bob Arnz, Peter Ries, LaFee, Marko Bussian | Shut Up               | 2008 |
| 8 | Wo bist du? (Mama)                                       | Bob Arnz, Gerd Zimmermann                  | LaFee                 | 2006 |

## Z
| # | Titel                                                         | Autoren                                                             | Album                 | Jahr |
| - | ------------------------------------------------------------- | ------------------------------------------------------------------- | --------------------- | ---- |
| 1 | Zeig Dich! Titelsong von Hanni & Nanni 2; erschien als Single | Alex Geringas, Joachim Schlüter, Leonore Bartsch, Timo Sonnenschein | Hanni & Nanni 2 OST   | 2012 |
| 2 | Zurück in die Zukunft                                         | Christian Geller                                                    | Zurück in die Zukunft | 2021 |
| 3 | Zusammen                                                      | Bob Arnz, Gerd Zimmermann, LaFee                                    | Jetzt erst recht      | 2007 |